# Pohlavně přenosný nádor psů

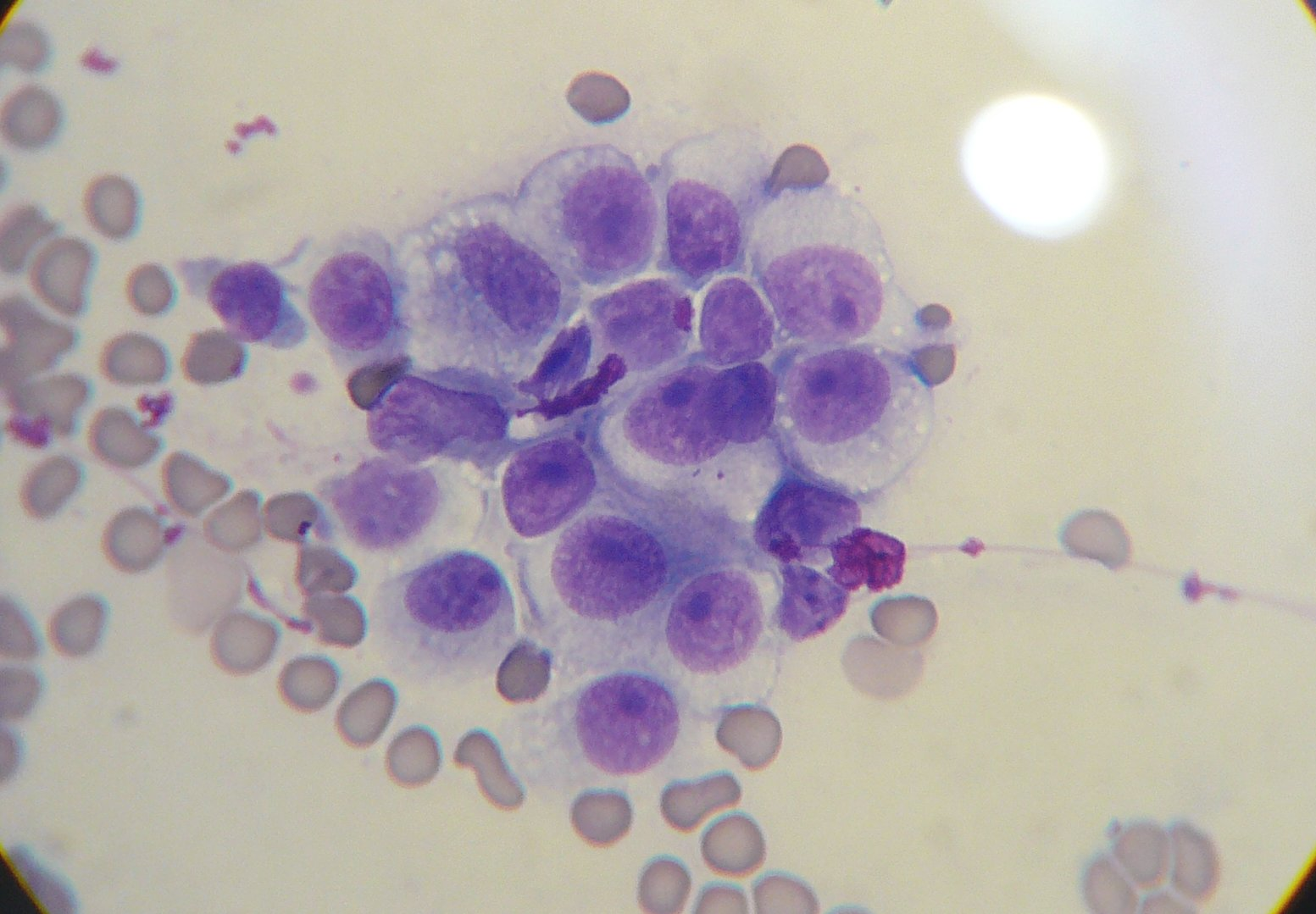
Buňky CTVT

Pohlavně přenosný nádor psů (CTVT, z angl. canine transmissible venereal tumor; také Stickerův sarkom) je nádorové onemocnění psa domácího. Od běžných typů nádorových onemocnění se liší tím, že je přenosné ze psa na psa, například pohlavním stykem, kousnutím nebo olizováním. Tento nádor napadá pohlavní orgány psů. CTVT je způsoben agresivní buněčnou linií psích histiocytů, která je schopna se usídlit v pohlavním traktu a zřejmě vznikla před několika tisíci lety. Od té doby se populace psích nádorových buněk šíří a využívá zřejmě skutečnosti, že všichni psi jsou si dlouhodobým křížením velice geneticky příbuzní.
Pohlavně přenosnému nádoru psů se podobá také faciální tumor ďáblů medvědovitých (DFTD), který se vyskytuje ve dvou liniích, DFT1 a DFT2, které se liší chromozomálně, histologicky i příznaky. Dalším příkladem přenosné rakoviny je hemická neoplazie mlžů, která je navíc přenosná mezidruhově. V prvním případě jde o buňky pocházející z druhu Venerupis corrugata, které napadají také druh Polititapes aureus. Druhá linie je odvozena z druhu Mytilus trossulus a napadá také slávku jedlou a druh Mytilus chilensis. Buňky nádorů přenosných mezi jedinci jsou někdy považovány za samostatné druhy živočichů adaptované na parazitický způsob života. Podobně je někdy za samostatný druh (platně popsaný jako Helacyton gartleri) považována také původně lidská buněčná linie HeLa.